# Elisabeth Hase
Elisabeth Hase (Döhlen, 16 de diciembre de 1905 – Fráncfort del Meno, 9 de octubre de 1991) fue una fotógrafa alemana.

## Trayectoria
Hase llegó a Fráncfort en 1923 donde estudió tipografía y diseño gráfico, desde 1924 hasta 1929, en la Kunstgewerbeschule y después en la Städelschule. Sus maestros fueron, entre otros, el tipógrafo Paul Renner y el pintor Willi Baumeister. Recibió varios premios por sus diseños en papel y collages.
Durante los dos años que pasó colaborando en el estudio de Paul Wolff y Alfred Tritschler, Hase realizó el primer trabajo comisionado para el Instituto de China de la Universidad de Fráncfort y fotografías arquitectónicas al estilo Sachlichkeit para la revista Das Neue Frankfurt y documentación sobre el desarrollo de viviendas modernas de Fernando Kramer.
En 1932, se hizo independiente y se centró en motivos atemporales como bodegones, estructuras, plantas, muñecas, personas y especialmente autorretratos. Recibió encargos de las firmas Thonet, Dr. Oetker, Mouson y Metallgesellschaft. A menudo, usaba su propia figura como objeto de sus secuencias fotográficas, así como para crear instantáneas. La colaboración con agencias como la Holland Press Service y la Schostal le permitió publicar sus fotografías en el ámbito internacional.
A pesar del bombardeo de Fráncfort en 1944, el archivo de Hase sobrevivió a la guerra sin grandes daños y pudieron rescatarse la mayoría de los antiguos negativos de vidrio y película, y los documentos. Muchos de estos trabajos se encuentran en las colecciones fotográficas del Museo Folkwang de Essen, en el de Albertina en Viena, en el legado de Walter Gropius en el Bauhaus-Archiv de Berlín, así como en colecciones privadas en Alemania y en otros países.
A pesar de la pérdida de su cámara y demás equipo técnico en la guerra, Hase pudo reanudar su trabajo fotográfico en 1946, gracias a la ayuda de amigos emigrantes que le proporcionaron el material que necesitaba. De este periodo, es conocido su trabajo de documentación del casco antiguo destruido y la reconstrucción de la Paulskirche de Fráncfort. A partir de 1949, se centró en trabajos para prensa y publicidad, principalmente en fotografías de plantas.

## Exposiciones
- 2001 – „Frauenobjektiv. Fotografinnen 1940-1950“, Haus der Geschichte en Bonn.
- 2003 – „Elisabeth Hase – Berufsfotografin“, Museo Folkwang, Essen.
- 2005 – Participación en la exposición „nützlich, süss, und museal / das fotografierte Tier“, Museo Folkwang, Essen.
- 2005/2006 – „Elisabeth Hase – eine Frankfurter Fotografin“, Historisches Museum, Frankfurt am Main.
- 2006 – Anna Augstein Fine Arts, Berlín.
- 2011 – Participación en la exposición „Produktpolitik“ Beate Gütschow, junto a Albert Renger-Patzsch, Museo para la Fotografía (Brunswick).
- 2014 – AUGEN AUF! 100 jahre Leica fotografie, Deichtor Hallen Internationale Kunst und Fotografie, Hamburgo.[8]